# Vkraina
Vkraina — мультимедійний інформаційно-освітній проєкт, який демонструє цифрові версії геополітичних карт територій сучасної України у XVI—XVIII ст. Ініціатор проєкту — український мобільний оператор «Київстар».
Проєкт представлено на сайті vkraina.com.ua [Архівовано 28 серпня 2021 у Wayback Machine.], а також у вигляді мобільного додатку для смартфонів на базі операційної системи Windows. На вебсайті проєкту візуальний матеріал подано у супроводі мелодій у стилі доби пізнього Ренесансу та українського бароко. Автор музики — композитор Вадим Борисенко. 

## Колекція мап
В основі проєкту Vkraina — 37 оцифрованих історичних мап. Їхні оригінали були надані Андрієм Осадчуком, членом правління компанії «Київстар».
Проєкт Vkraina надає інформацію на тему картографування українських земель. Він охоплює період від часів пізнього європейського Відродження до занепаду козацької держави наприкінці XVIII ст. Обрані для проєкту карти надають узагальнене бачення українських земель європейцями у XVI—XVIII ст.
Теми зібрання — ім'я «Україна» на картах пізнього Відродження та початку нової історії; переміщення назви «Русь» від Карпатських гір до території сучасної Російської Федерації.

## Європейське картографування українських земель
Картографування українських земель тривалий час здійснювалося поза межами України. Більшість важливих робіт виконана в Голландії, Франції, Німеччині, Англії. Погана вивченість українських територій спричинена передусім постійним розподілом земель упродовж XV—XVIII ст. Польщею, Литвою, Московією, татарами на тлі постійного відвойовування все ширших позицій запорізькими козаками у XVI—XVII ст.
Серед ключових картографів українських земель у зазначений період: князь Миколай Криштоф Радзивіл, Гійом Левассер де Боплан, Нікола Сансон, Фредерік де Вітт і родина Блау, Мозес Пітт, Йоган Гоманн та Матеус Зойтер.
Найбільш скрупульозні роботи:
- «Карта Радзивіла» (1613). Крім детального й географічно правильного позначення українських земель, сотень сіл, міст, поселень, річок і доріг, карта Литви Радзивіла є першим картографічним джерелом, яке зафіксувало назву «Україна», позначене в центральному Подніпров'ї між Ржищевом та Каневом.
- «Опис України» (1651) — результат 17 років роботи в Україні французького інженера Гійома де Боплана. Саме «Опис України» формував європейське сприйняття країни протягом XVII—XVIII ст.

## Мапи проєкту Vkraina
| Назва | Вигляд | Опис |
| --- | --- | --- |
| Europae Tabula VIII, Giacomo Gastaldi (Venice, 1548) | | «Восьма карта Європи» складена Птолемеєм у версії Джакомо Ґастальді, що була видана єдиний раз у 1548 році. Як і всі оригінальні карти Ґастальді вирізняється особливим декором. Сучасні українські землі на ній названі Сарматією. |
| Tabula nova Polonia, Ungariae, & Russiǽ, Lorenz Fries (Strassburg, 1541)                                                                                        | | Мапа Лоренца Фрі є поєднанням картографії Птолемея з новими політико-географічними даними епохи. З точки зору історії картографування українських земель, окремої уваги варта карта Польщі, Угорщини та Русі [Polonia, Ungariae, & Russiǽ], оригінально видана у 1522 р. Західні землі України чітко позначені як Поділля [Podolia] та Русь [Russia]. Картографічна неточність — Карпатські гори надруковані перевернутими. |
| Карта королівства Польського та прилеглих земель, Sebastian Munster (Basel, 1550)                                                                               | | Карта Себастьяна Мюнстера — це частково змінена мапа Йоганна Гонтера. Були замінені деякі назви та заголовки. Разом із давніми назвами територій: Сарматія, Скіфія, Креманія — використані нові: Московія, Поділля, Русь. |
| Europa/die erste, Tafel des Ersten Buchs, Johannes Stumpf (Zürich, 1548-50)                                                                                     | | Карта Європи Йоганна Стампфа видання 1548 року є художньою версією карти «Космографія» Себастьяна Мюнстера (ключова робота періоду «нової географії», що прийшов на зміну географії Птолемея). Саме з праць Мюнстера і Стампфа у європейський обіг географічних назв входять назви Волинь [Volhinia] щодо Центральної України та Русь [Russia] щодо Західної. |
| Landtafel des Ungerlands/Polands /Reuffen/Littaw/Walachei/Burgarei, Sebastian Munster (Basle, 1550)                                                             | | Одна з карт східної Європи з «Космографії» Себастьяна Мюнстера. Представлений примірник швидше за все датований 1550 роком. Це одне з перших джерел, де західноукраїнські землі позначені як «Русь» [Rvussia], а на північному сході від Києва позначена Біла Русь [Rvussia Alba], і вже далі на схід — Московія [Moscovia]. |
| Polonia Et Hungaria Nuova Tavola, Girolamo Ruscelli (Venice, 1560)                                                                                              | | Примірник «Нової карти Польщі та Угорщини» Рушеллі 1560 року, де уперше використано назву Червона Русь [Rossia Rossa] щодо Правобережної України. При цьому назва Русі вживана на грецький манер — Rossia, що в подальшому так і не прижилася на заході. На карті вказаний Вишгород, а Київ — ні. |
| Carta Marina Nuova Tavola, Girolamo Ruscelli (Venice, 1561) | | Землі України знайшли своє позначення на деяких «нових» картах світу, що активно творилися у середині XVI ст. під час тріумфу Великих географічних відкриттів. Серед невеликої кількості територій України, що позначені на карті — правобережжя Дніпра, назване Червоною Руссю [Rossia Rossa]. |
| Moschovia Nuova Tavola, Girolamo Ruscelli (Venice, 1562) | | «Нова карта Московії» [Moschovia Nuova Tavola] — створена Ґастальді і розтиражована Рушеллі. Як і в інших працях Ґастальді/Рушеллі, тут прослідковується чітке розмежування назв Русі та Московії. Правобережжя Дніпра традиційно для автора позначено як Червона Русь [Rossia Rossa], а на півночі, аж біля Білого моря є вказівка на Білу Русь [Rossia Bianca]. |
| Poloniae Finitimarumque locorum descriptio Auctore, Wencelslao Godreccio, Abraham Ortelius (Antwerp, 1580)                                                      | | Карта Вацлава Ґродецького — результат одного з найбільш важливих і детальних досліджень територій Польщі та України-Руси середини XVI ст. Вперше була опублікована у 1558 році. Пізніше, з 1570 року, вона була включена до праці Авраама Ортелія «Театр світу» [Theatrum Orbis Terrarum] — першого сучасного атласу світу. Детально окреслені землі України на захід від Дніпра: Волинь [Volhinia], Поділля [Podolia], Русь [Russia]. |
| Lithvania, Gerard Merkator (Amsterdam, 1609) | | «Карта Литви» авторства Ґерарда Меркатора, який першим ужив слово «атлас» для позначення зібрання карт. Зображення землі України-Руси передане точніше, аніж на карті Ґродецького. Перш за все це стосується траєкторії течії Дніпра, що забезпечила більшу достовірність та правильність пропорцій усієї карти. Представлений примірник датований 1609 роком. |
| Magni Ducatus Lithuaniae Caeterarumque Regionum Illi Adjacentium Anno 1613, Hessel Gerittzs/Willem Blaeu (Amsterdam, 1613, 1640)                                | | Радзивіллівська мапа — перше картографічне джерело, де використана назва «Україна». Перше видання карти було здійснене Віллемом Блау у 1613 році. Мапа залишалася основним джерелом географічних знань про регіон наступні 150 років. Карта містить величезну кількість назв міст, сіл, річок, озер, територій України. |
| Magni Ducatus Lithuaniae, Matthäus Merian (Amsterdam, 1650) | | Зменшена карта Литви у версії Маттеуса Меріана 1650 року. Карта зберігає весь обсяг інформації, який можна віднайти на оригінальній карті Радзивіла. Визначною рисою та суттєвою відмінністю цієї карти від переважної більшості відомих тогочасних карт є її західна орієнтація. Це означає, що на зображенні північ — праворуч, а південь — ліворуч. |
| Totius Regni Hungariae, et adjacentium Regionum Tabula, Nicolas Visscher (Amsterdam, 1657)                                                                      | | Карта Ніколаса Йоанніса Фішера видана приблизно у 1657 році. в Амстердамі. Вона охоплює Центральну, Південно-Західну та Західну Україну. Надалі її брали за основу багато авторів, саме це допомогло зберегти обриси України на численних версіях карт Угорщини. |
| Tractus Borysthenis Vulgo Dniepr et Niepr dicti, à Bouzin usque ad Chortyca Ostrow, Joannes Blaeu (Amsterdam, 1662)                                             | | Представлені всі три карти течії Дніпра, складені Бопланом, з амстердамського видання 1662 року. Усі вони вирізняються високим художнім рівнем, деталізацією, яскравими картушами. Окрім назв міст і сіл, карти містять багато особливих позначок, зроблених Бопланом внаслідок різноманітних досліджень в Україні. |
| Estats De La Couronne De Pologne ou sont les Royaume de Pologne, Nicholas Sanson (Paris, 1663)                                                                  | | Представлена карта Польсько-Литовського князівства надрукована Ніколасом Сансоном у 1663 р. Карта вирізняється деталізацією. У декорованому картуші позначені назви українських воєводств у поєднанні з назвою «Литовське князівство» [Duches De Lithuanie]. Є позначення Чорна Русь [Russie Noire], Волинь [Volynie], Поділля [Podolie], вказане ім'я України [l'Ukraine]. |
| Tartarie Europeenne ou Petite Tartari ou sont Les Tartares, Du Crim, ou de Perecop; De Nogais, Nicholas Sanson (Paris, 1665)                                    | | Представлена карта Європейської або Малої Татарії встановила стандарт позначення Центральної України, охоплюючи правий та лівий береги Дніпра назвою «Україна, земля козаків» [Ukraine Pays des Cosaques]. Вона проіснувала у французьких джерелах до кінця XVIII ст. Надалі назва трансформується у слово «козаки» [Cosaques] або «запорозькі козаки». |
| BASSE VOLHYNIE, ou PALATINAT DE KIOW, tiré entierement de la grade Ukraine, Nicholas Sanson (Paris, 1665)                                                       | | Представлені п'ять карт українських воєводств видання Ніколя Сансона видання 1665 року. Ніколя Сансон розділив «Спеціальну карту України» Боплана на п'ять окремих карт українських воєводств. Попри географічну неточність певних елементів карт, що виникли при фактичному копіюванні робіт Боплана, версія Сансона відрізняється художнім оформленням усіх п'яти карт. |
| UKRAINÆ Pars Qvae Braclavia Palatinatus Vulgo Dicitur Per Guil Joan Blaeu (Amsterdam, 1670)                                                                     | | Чотири карти українських воєводств видавництва братів Блау після карт Сансона. Команда Сансона у Франції та команда сім'ї Блау у Голландії працювали майже одночасно, адаптуючи «Спеціальну карту України» для її розміщення в стандартному на той час атласі формату фоліо. На відміну від Сансона, брати Блау створили не п'ять, а чотири карти України на основі роботи Боплана. Покуття, Поділля, Брацлавщина та Київщина — чотири окремі роботи, що в картушах містять крім вказаних назв окреме позначення щодо кожного з них: «Частина України» та посилання на Боплана. |
| La Russie Noire ou Polonoise qui Comprend les Provinces de la Russie Noire de Volhynie, Guillaume Sanson (Paris, 1674)                                          | | Карта Ґійома Сансона. Використовуючи попередній досвід картографування українських земель та спираючись на нові дані, він створив нову політичну карту України та сусідніх держав у XVII ст. Перше слово у назві цієї карти Ґійом Сансон замінив у 1706 році на Rouge. Представлено рідкісне перше видання цієї карти 1674 р. з позначенням Noire. |
| Regni Poloniae et Ducatus Lithuaniae Voliniae, Podoliae Ucraniae Prussiae, Frederick De Witt (Amsterdam ,1675, [1680])                                          | | «Карта Речі Посполитої, князівства Литовського, Волині, Поділля, України, Прусії, Лівонії та Курляндії» [Regni Poloniae et Ducatus Lithuaniae Voliniae, Podoliae Ucraniae Prussiae, Livoniae, et Curlandiae] вперше видана у 1675 році голландцем Фредеріком де Віттом. Територія України позначена на карті шрифтом великого розміру, що свідчить про увагу автора до цих територій. Карту неодноразово перевидавали, наведений примірник датований 1680 роком. |
| TRACTUS BORYSTHENIS vulgo DNIEPR et NIEPR dicti, à KIOVIA ad Urbum OCZAKOW, Moses Pitt (Oxford, 1680)                                                           | | Карта голландця Яна Янсона (1680 р.), який переробив три карти русла Дніпра, що були зроблені Бопланом і видані Блау в 1662 році. Він зібрав усі три фрагменти в одну карту та розмістив їх на одному аркуші. З 1680 по 1683 рр. ця карта входила до Англійського Атласу [The English Atlas]. |
| Typus Generalis Ukrainae sive Palatinatum Podoliae, Kioviensis et Braczlaviensis Moses Pitt (Oxford, 1681)                                                      | Typus Generalis Ukrainae sive Palatinatuum Podoliae, Kioviensis et Braczlaviensis terras nova delineatione exhibens 1681 | Перевидання «Спеціальної карти України» Боплана 1680 року. Крім географічних назв, вона містить посилання на відомі битви. Автор також вказує три Великі татарські переправи через Дніпро [Wielka Przeprawa Tatarska]. |
| Tartaria D Europa ouro Piccola Tartaria divisa da Giacomo Cantelli da Vignola ne Tartari Nogai, Giacomo Cantelli da Vignola/Giacomo Giovanni Rossi (Rome, 1684) | | Представлено оригінал 1684 року відомого італійського видавця Джакомо Джованні Россі, який опублікував карту Європейської та Малої Татарії. На карті позначені дві «козацькі України». Центральна Україна позначена, як «Україна, земля запорозьких козаків». На північному сході українських земель позначена «Україна, земля козаків, що підпорядковується Московії». |
| Tabula nova totius regni Poloniae Amsterdam, Visscher Nicolas (Amsterdam, 1690)                                                                                 | | Карта Ніколаса Йоанніса Фішера є переробкою «Карти Королівства Польського» Ніколя Сансона оригінального видання 1655 року з урахуванням деяких додаткових даних з карт Литви Радзивіла, карт Боплана та інших. |
| La Mer Noire Autrefois Pont-Euxin, Cara-Denghis Et par les Cosaques, Nikolas de Fer (Paris, 1705)                                                               | | «Карта Чорного моря» Ніколя де Фера (1705). Її вирізняє лаконічний художній виклад, чіткі обриси моря, де вказано фактично усі вживані тогочасні назви, разом з «Як його називають козаки, Чорне море» [et par les Cosaques Czorno more]. Нижнє Подніпров'я позначене за французькою традицією із винесенням на перший план домінантного на той час терміну «козаки»: «Земля козаків або Україна». |
| De Landschappen der Percoptize en Nogaize Tartares, Circassen, P Van der Aa (Leiden, 1707)                                                                      | | Карта Пітера Ван дер Аа [Piter Van der Aa] 1707 року. Виконана у популярній тогочасній проєкції, коли на одному аркуші вміщували територію від Чорного до Каспійського моря. Карта вирізняється картушем із зображенням побутової сцени життя ногайських татар. Чітко окреслені політичні кордони України, що проходять по лінії течії Дніпра. |
| Ukrania quae et Terra Cosaccorum cum vicinis Walachiae, Moldoviae, Johann Baptiste Homann (Nuremberg, 1720)                                                     | | «Україна або козацька земля з прилеглими провінціями Валахії, Молдавії і Малої Татарії, зображена Йоганом-Баптистом Гоманном». Відома за скороченою назвою «Terra Cosaccorum». Йоган Баптист Гоманн [Johann Baptist Homann] акумулював усі відомі на початок 1700-х років досягнення науковців, географів, знання істориків і дані про поточну ситуацію в Україні, щоб зробити цю карту. На мапі позначене місце Полтавської битви 1709 року; землі Задунайської Січі, які у 1711 році були передані Туреччині, позначені у складі Кримського ханства; вказане будівництво Перекопського валу тощо. В картуші території названо на латинський манер Vkraina, а вже на самій карті позначено Ukraina. |
| Nova et Accurata Tartariae Europae seu Minoris et in specie Crimeae, Matthaus Seutter (Augsburg, 1740)                                                          | | Карта є прикладом розквіту картографування земель України, що припав на період тривалих російсько-турецьких воєн. Окрім великої кількості географічних назв, на карту нанесено також маршрути руху армій. Україну на латинський манер названо Ucrania Cosaccorum. Представлена карта приблизно 1740 року видання. |
| Amplissima Ucraniae Regio Palatinatus Kioviensem et Braclaviensem, Matthaus Seutter (Augsburg, 1742)                                                            | | Мапа, відома за скороченою назвою Amplissima Ucrania. Повна назва — «Карта найобширнішого українського королівства з Київським і Брацлавським воєводствами та прилеглими провінціями за найдосконалішими вимірами, мистецьки вигравіювана на міді та видана коштом Матеуса Зойтера». Представлено зразок 1742 р. |
| Theatre de la Guerre Dans La Petite Tartarie La Crimee La Mer Noire &c. Dressee, Jean Covens & Corneille Mortier (Amsterdam, 1740-45)                           | | Карта присвячена подіям і системним змінам політичного ландшафту Європи та Росії середини XVIII ст. Вона продовжує традиції, започатковані Бопланом і Сансоном. На карті ще присутні домінантні позначення: «Україна, або земля козаків», «Козаки запорозькі», «Дике поле». |
| Partie Du Cours du Dneper Chez le Rouge (Paris, 1769) | | Дві карти з військового атласу: мапа частини течії Дніпра та мапа Нової Сербії. Представлена карта течії Дніпра є єдиним картографічним джерелом XVII століття, так позначені всі острови та скелі дніпровських порогів до їхнього затоплення у XX столітті. Карта Нової Сербії відображає заселення дикого степу Російською Імперією. Існує декілька подібних мап, але тільки на карті з військового атласу Лє Ружа можна побачити чіткий поділ земельних наділів новоселів, що населяли південь України та запорозьких козаків, що на той час ще залишалися аборигенами краю. |
| XXV Карта південної України, Rizzi Zanoni (Рим, 1780) | | Карта є частиною (25-ю сторінкою) детальної карти Польщі та Литви кінця XVIII ст. 25-та карта чітко відображає стан речей у регіоні кінця XVIII ст. Південь України повністю знелюднений. Кількість населених пунктів мінімальна. Проте автор мапи, італієць Ріцці Заноні, все ще називає весь простір від Дніпра до Буга «Козаки Запорозькі». Така топоніміка зберігається на європейських картах ще близько двох десятиліть. |

## Нагороди
- Проєкт Vkraina був відзначений сріблом у категорії «Майстерність в інтерактиві: дизайн» на 14-му Київському міжнародному фестивалі реклами[1]. Крім того, проєкт потрапив у шорт-ліст категорії «Майстерність в інтерактиві: відео/аудіо».
- Додаток Vkraina також потрапив у шорт-лист глобального конкурсу The World Summit Award Mobile. WSA-mobile обирає і промотує найкращі у світі додатки під егідою Всесвітнього саміту з питань інформаційного суспільства, який був ініційований Організацією Об'єднаних Націй[2].